# Grammy Award for Best Jazz Fusion Performance
Der Grammy Award for Best Jazz Fusion Performance, auf Deutsch „Grammy-Award für die beste Jazz-Fusion-Darbietung“, ist ein Musikpreis, der von 1980 bis 1991 bei den jährlich stattfindenden Grammy Awards verliehen wurde. Ausgezeichnet wurden Musiker oder Bands für besonders hochqualitative Werke aus dem Jazz-Bereich Fusion.

## Hintergrund und Geschichte
Die seit 1958 verliehenen Grammy Awards (eigentlich Grammophone Awards) werden jährlich in zahlreichen Kategorien von der National Academy of Recording Arts and Sciences (NARAS) in den Vereinigten Staaten von Amerika vergeben, um künstlerische Leistung, technische Kompetenz und hervorragende Gesamtleistung ohne Rücksicht auf die Album-Verkäufe oder Chart-Position zu ehren.
Der Grammy für Jazz Fusion wurde erstmals bei der 22. Grammy-Verleihung 1980 als Grammy Award for Best Jazz Fusion Performance, Vocal or Instrumental an die Jazzband Weather Report für das Album 8:30 vergeben. Bei den 30. Grammy Awards 1988 wurde der Preis umbenannt in Best Jazz Fusion Performance und in ein neu geschaffenes Feld für Fusionmusik verlegt.
Im Jahr 1991 wurde der Preis zum letzten Mal vergeben. 1992 wurde er mit der Einführung des Grammy Award for Best Contemporary Jazz Performance (bis 2011 vergeben als Grammy Award for Best Contemporary Jazz Album) und einer größeren Umstrukturierung im Jazz-Bereich eingestellt. Diese Umstrukturierung, zu der auch die Zusammenlegung der Grammy Awards für Best Jazz Vocal Performance, Female, Best Jazz Vocal Performance, Male und Best Jazz Vocal Performance, Duo or Group zu einer gemeinsamen Kategorie Best Jazz Vocal Performance gehörte, blieb nicht unkritisiert. So schrieb der amerikanische Jazzkritiker und Journalist Leonard Feather 1992 in der Los Angeles Times einen Artikel unter dem Titel „JAZZ: Message to Grammy: A Little R-E-S-P-E-C-T, Please“, in dem er die neuen Kategorien stark kritisierte. Explizit zu dem Wechsel von „jazz fusion“ zur neuen Kategorie für „contemporary jazz“ schrieb er:

“The category best contemporary jazz performance is another anomaly. By and large, it is supposed to represent jazz-fusion–it was known as ‘best jazz-fusion performance’ before being changed this year–though the nominations of singer Bobby McFerrin and Manhattan Transfer would hardly seem to fit into that slot. Since all currently performed jazz is ipso facto ‘contemporary,’ this category should be abolished.”

„Die Kategorie ‚Best Contemporary Jazz Performance‘ ist eine weitere Anomalie. Im Großen und Ganzen soll sie Jazz-Fusion darstellen – sie war bekannt als ‚Beste Jazz-Fusion-Darbietung‘, bevor sie in diesem Jahr geändert wurde – obwohl die Nominierungen der Sänger Bobby McFerrin und Manhattan Transfer kaum in diese Position passen. Da der gesamte derzeit produzierte Jazz ipso facto ‚zeitgenössisch‘ ist, sollte diese Kategorie abgeschafft werden.“

## Statistik

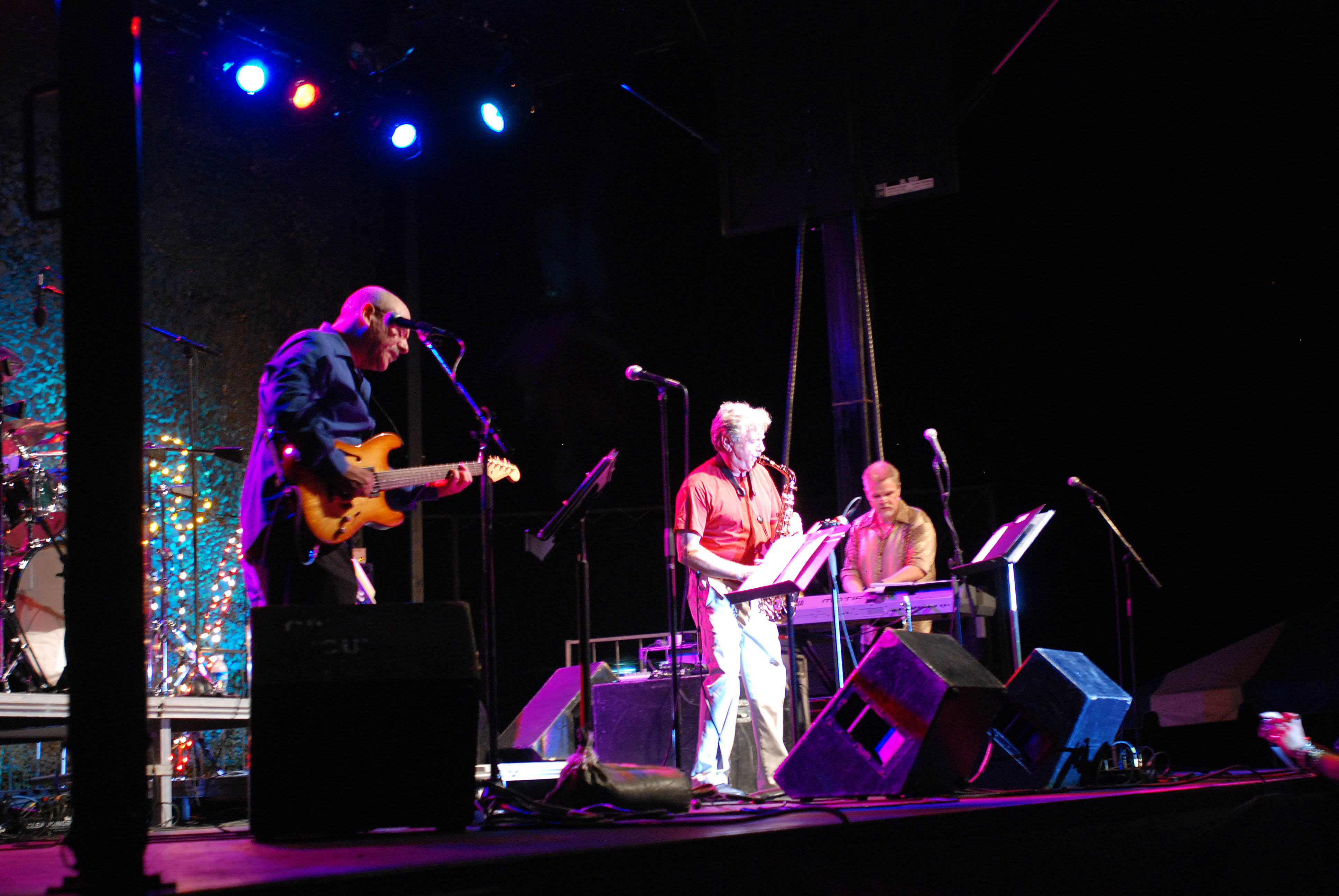
Spyro Gyra bei einem Konzert 2009. Die Band wurde sechsmal nominiert ohne den Grammy je zu gewinnen.

Der Grammy wurde nur elf Mal vergeben. Pat Metheny gewann ihn in dieser Kategorie insgesamt fünf Mal und hält damit den Rekord der meisten Verleihungen in dieser Kategorie, wobei er ihn vier Mal mit der Pat Metheny Group verliehen bekam. Er ist mit sieben Nominierungen zugleich der Künstler mit den meisten Nominierungen, wobei er in fünf aufeinanderfolgenden Jahren von 1981 bis 1985 nominiert wurde. David Sanborn ist mit zwei Verleihungen der einzige Künstler, der den Preis mehr als ein Mal bekam. Die Gruppe Spyro Gyra wurde insgesamt sechs Mal nominiert, konnte den Preis jedoch nie gewinnen. 1990 war Terri Lyne Carrington die erste und bis zur Einstellung des Preises auch einzige Frau, die als Solistin nominiert wurde.
Die Komposition Birdland, komponiert von Joe Zawinul und zum ersten Mal 1977 auf dem Weather-Report-Album Heavy Weather veröffentlicht, verhalf zwei Gewinnern zu dem Preis: Im Jahr 1981 The Manhattan Transfer und 1991 Quincy Jones für seine Version auf Back on the Block. In den elf Jahren gewannen ausschließlich amerikanische Künstler den Grammy.

## Gewinner und nominierte Künstler
| Jahr                  | Künstler / Band             | Nationalität       | Werk                  | Weitere nominierte Künstler | Bilder der Künstler                |
| --------------------- | --------------------------- | ------------------ | --------------------- | --- | ---------------------------------- |
| 1980 27. Februar 1980 | Weather Report              | Vereinigte Staaten | 8:30                  | - George Benson – Livin' Inside Your Love - Chick Corea – Secret Agent - Don Sebesky – Three Works for Jazz Soloists and Symphony Orchestra - Stanley Turrentine – Betcha  | Weather Report, 1981               |
| 1981 25. Februar 1981 | The Manhattan Transfer      | Vereinigte Staaten | Birdland              | - Earl Klugh – Dreams Come True - Chuck Mangione – Fun and Games - Pat Metheny – American Garage - Spyro Gyra – Catching the Sun - Patrick Williams – An American Concerto | The Manhattan Transfer, 2010       |
| 1982 24. Februar 1982 | Grover Washington, Jr.      | Vereinigte Staaten | Winelight             | - Pat Metheny and Lyle Mays – As Falls Wichita, so Falls Wichita Falls - Tom Scott – Apple Juice - Weather Report – Night Passage                                          |                                    |
| 1983 23. Februar 1983 | Pat Metheny                 | Vereinigte Staaten | Offramp               | - David Sanborn – As We Speak - Tom Scott – Desire - Spyro Gyra – Incognito - Weather Report – Weather Report                                                              |                                    |
| 1984 28. Februar 1984 | Pat Metheny Group           | Vereinigte Staaten | Travels               | - Miles Davis – Star People - Spyro Gyra – City Kids - Yellowjackets – Mirage a Trois - Weather Report – Procession                                                        | Pat Metheny, 2005                  |
| 1985 26. Februar 1985 | Pat Metheny Group           | Vereinigte Staaten | First Circle          | - Miles Davis – Decoy - Earl Klugh – Wishful Thinking - David Sanborn – Backstreet - Spyro Gyra – Access All Areas                                                         | Pat Metheny und Steve Rodby, 2008  |
| 1986 25. Februar 1986 | David Sanborn               | Vereinigte Staaten | Straight to the Heart | - Miles Davis – You're Under Arrest - Wayne Shorter – Atlantis - Spyro Gyra – Alternating Currents - Stanley Jordan Group – Magic Touch - Weather Report – Sportin' Life   | David Sanborn, 2008                |
| 1987 24. Februar 1987 | Bob James und David Sanborn | Vereinigte Staaten | Double Vision         | - Chick Corea – Chick Corea Elektric Band - Clare Fischer and His Latin Jazz Sextet – Free Fall - Lyle Mays – Lyle Mays - Lee Ritenour – Earth Run                         | David Sanborn, 2006                |
| 1988 2. März 1988     | Pat Metheny Group           | Vereinigte Staaten | Still Life (Talking)  | - George Benson and Earl Klugh – Collaboration - Larry Carlton – Discovery - David Sanborn – A Change of Heart - Yellowjackets – Four Corners                              | Pat Metheny, 2008                  |
| 1989 22. Februar 1989 | Yellowjackets               | Vereinigte Staaten | Politics              | - David Benoit – Every Step of the Way - Lyle Mays – Street Dreams - John Patitucci – John Patitucci - Tom Scott – Amaretto                                                | Jimmy Haslip (Yellowjackets), 2000 |
| 1990 22. Februar 1990 | Pat Metheny Group           | Vereinigte Staaten | Letter from Home      | - Larry Carlton – On Solid Ground - Terri Lyne Carrington – Real Life Story - Miles Davis – Amandla - John Patitucci – On the Corner - Joe Sample – Spellbound             | Pat Metheny, 2008                  |
| 1991 20. Februar 1991 | Quincy Jones                | Vereinigte Staaten | Birdland              | - Chick Corea Elektric Band – Inside Out - Stan Getz – Apasionado - Lee Ritenour – Stolen Moments - Spyro Gyra – Fast Forward                                              | Quincy Jones, 2008                 |

## Belege
1. ↑  “honor artistic achievement, technical proficiency and overall excellence in the recording industry, without regard to album sales or chart position” Overview. National Academy of Recording Arts and Sciences, archiviert vom Original am 19. August 2012; abgerufen am 14. Februar 2012.  Info: Der Archivlink wurde automatisch eingesetzt und noch nicht geprüft. Bitte prüfe Original- und Archivlink gemäß Anleitung und entferne dann diesen Hinweis.
2. ↑  Grammy Awards at a Glance. In: Los Angeles Times. Tribune Company, abgerufen am 14. Februar 2012.
3. ↑  David Browne:  New Grammy categories announced In: Ocala Star-Banner, The New York Times Company, 5. Januar 1988. Abgerufen am 14. Februar 2012
4. 1 2  Leonard Feather:  Message to Grammy: A Little R-E-S-P-E-C-T, Please In: Los Angeles Times, Tribune Company, 23. Februar 1992, S. 1. Abgerufen am 14. Februar 2012
5. ↑  Zan Stewart:  Grammy Voters Face Tough Jazz Choices In: Los Angeles Times, Tribune Company, 18. Februar 1990. Abgerufen am 14. Februar 2012
6. ↑   List of Grammy Award nominations In: Times-News, The New York Times Company, 11. Januar 1991, S. 19. Abgerufen am 14. Februar 2012